# Taurus Poniatovii

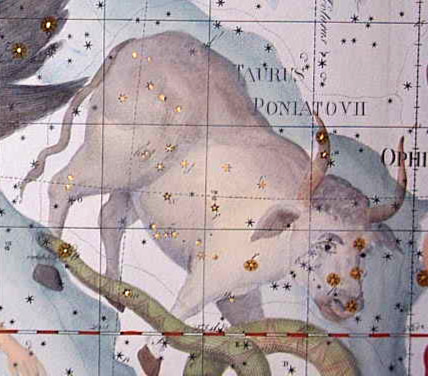
Representación del Taurus Poniatovii.

Taurus Poniatovii o el Toro de Poniatowski es una rara constelación, ya en desuso, introducida por el director del Observatorio Real de Vilna (Lituania) Martin Poczobut en 1777 en honor al rey de Polonia Stanislaw II Poniatowski. La constelación estaba formada por estrellas que hoy forman parte de Ophiuchus y Aquila. 67 Ophiuchi, de magnitud aparente +3,97, era la estrella principal de esta constelación, mientras que 70 Ophiuchi, estrella binaria de magnitud +4,02 a 16,6 años luz de distancia del sistema solar, era la segunda más brillante.
Las estrellas que se tomaron de Ophiuchus tienen una semejanza con la V que forma el grupo de estrellas de las Híades que conforman la faz de Tauro. Antes de Taurus Poniatovii, algunas de estas estrellas eran parte de la también obsoleta constelación del río Tigris. Sin embargo, ninguna de estas dos constelaciones es reconocida por los astrónomos; y sus estrellas, una vez más, volvieron a Ophiuchus y Aquila.